# 山口県立岩国商業高等学校
山口県立岩国商業高等学校（やまぐちけんりつ いわくにしょうぎょう こうとうがっこう, Yamaguchi Prefectural Iwakuni Commercial High School）は、山口県岩国市平田に所在する県立の商業高等学校。略称「岩商（がんしょう）」。
同市日の出町に定時制の東分校がある。

## 概要
歴史
1918年（大正7年）に尋常高等小学校に併設される形で「岩国実業補習学校」が開校。1929年（昭和4年）「岩国町立岩国実業公民学校」として独立。その後商工学校、商業学校を経て1948年（昭和23年）の学制改革で新制高等学校となる。数回の改編・改称の後、1953年（昭和28年）に現校名となった。独立した1929年（昭和4年）を創立年としており、2014年（平成26年）に創立85周年を迎えた。
分校
「東分校」（定時制課程 普通科）- 〒740-0014 山口県岩国市日の出町1番60号（北緯34度10分6.3秒 東経132度13分52.2秒 / 北緯34.168417度 東経132.231167度）
設置課程・学科
全日制課程 2学科（本校）
- 総合ビジネス科
- 国際情報科

定時制課程 1学科（東分校）
- 普通科（単位制、昼間部・夜間部の2部制）

校訓
「誠実」- 1979年（昭和54年）に制定。また建学の精神を「自尊」としている。
校章
中央に「高」の文字を置いている。
校歌
作詞は河村操、作曲は熊谷幹雄による。

## 沿革
旧制・商業学校時代
- 1918年（大正7年）4月 - 岩国尋常高等小学校（現・岩国市立岩国小学校）に「岩国実業補習学校」が併設される。
- 1929年（昭和4年）4月 - 「岩国町立岩国実業公民学校」として独立。旧・玖珂郡役所を校舎にあてる。
- 1933年（昭和8年）11月 - 岩国町錦見山手小路（現・岩国中央公民館 所在地）に校舎を新設。
- 1935年（昭和10年）7月 - 「岩国町立岩国商工学校」の設立が認可される。
  - 学校種類は「甲種」程度[1]で商業科と木材工芸科を設置。入学資格を高等小学校を卒業した14歳以上、修業年限を3年（現在の中3から高2に相当）とする。
- 1937年（昭和12年）4月 - 岩国町錦見山田に新校舎が完成し移転。
- 1939年（昭和14年）4月 - 商業科（尋常小学校を卒業した12歳以上の男子・修業年限5年）と工業科（機械・精密機械・電気・金属工業）を設置。木材工芸科を廃止。
- 1940年（昭和15年）
  - 1月 - 工業科が分離の上、県立移管され「山口県立岩国工業学校」として独立。これにより「岩国町立岩国商業学校」に改称。工業学校へ校舎の一部を貸与。
  - 4月 - 岩国市の発足により、「岩国市立岩国商業学校」に改称。
- 1941年（昭和16年）4月 - 「岩国市立山口県岩国商業学校」と改称
- 1943年（昭和18年）4月1日 - 中等学校令の施行により、この時の入学生から修業年限が4年となる。
- 1944年（昭和19年）4月1日 - 教育ニ関スル戦時非常措置方策により、岩国市立山口県岩国商業学校が廃校となる。
  - 1・2・3年修了者（1941年（昭和16年）・1942年（昭和17年）・1943年（昭和18年）入学生）は山口県立岩国工業学校に移籍。
  - 4年修了者（1940年（昭和16年）入学生は暫定措置として「山口県立岩国商業学校」を設立して収容（生徒募集は停止され、在校生は5年生のみ）。
- 1945年（昭和20年）3月 - 5年修了者の卒業とともに山口県立岩国商業学校が廃止される。
  - 廃止後の校舎は「山口県立岩国高等家政女学校・山口県立岩国女子商業学校（後に「山口県立岩国第二女子高等学校」となる）」によって使用される。
- 1946年（昭和21年）
  - 1月 - 終戦により「山口県立岩国商業学校」の設置が認可される。岩国工業学校の校舎を借用。山口県立岩国工業学校より希望者を復学編入を許可。また修業年限を5年に戻す（ただし4年で卒業することもできた）。
  - 3月 - 第1回卒業式を挙行（工業学校から商業学校に復帰した4年生の卒業式）。
- 1947年（昭和22年）
  - 4月 - 学制改革（六・三制の実施）が行われる。
    - 生徒募集を停止。
    - 新制中学校が併設され（名称:山口県立岩国商業学校併設中学校、以下・併設中学校）、商業学校1・2年修了者を新制中学2・3年生として収容。
    - 併設中学校は経過措置としてあくまで暫定的に設置されたもので、新たに生徒募集は行われず在校生が2・3年生のみの中学校であった。

  - 5月 - 錦見山手小路に独立移転。

新制・商業高等学校
- 1948年（昭和23年）
  - 4月1日 - 学制改革により、商業学校は廃止され新制高等学校「山口県立岩国商業高等学校」が発足。
    - 商業学校卒業者（5年修了者）を新制高校3年生、商業学校4年修了者を新制高校2年生、併設中学校卒業者（3年修了者）を新制高校1年生として収容。
    - 併設中学校を継承し（名称:山口県立岩国商業高等学校併設中学校）、在校生が1941年（昭和21年）に商業学校へ最後に入学した3年生のみとなる。

  - 5月15日 - 定時制課程商業科を設置。定時制分校を2校（川下分校（家政科）・麻里布分校（商業科））を設置。
  - 6月10日 - 麻里布分校を「麻里布第一分校」と改称。
  - 9月3日 - 帝人岩国工場内に「麻里布第二分校」（電気科・家政科）を設立。
- 1949年（昭和24年）
  - 3月31日 - 併設中学校を廃止。
  - 4月1日 - 山口県立岩国第二女子高等学校[2]と統合の上、「山口県立岩国東高等学校」となる。普通科を設置。
    - 麻里布第一分校を川下分校に統合し「第一分校」（商業科・家政科）と改称。麻里布第二分校を「第二分校」と改称。
- 1950年（昭和25年）4月1日 - 公立高校の再編が行われる。
  - 普通科を山口県立岩国西高等学校に移管（これにより山口県立岩国西高等学校は山口県立岩国高等学校に改称）。
  - 山口県立岩国工業高等学校と統合の上、「山口県立岩国商工高等学校」と改称。
  - 定時制中心校と第二分校に普通科を設置。
- 1953年（昭和28年）4月1日 - 工業科が分離し山口県立岩国工業高等学校として独立。そのため「山口県立岩国商業高等学校」に復称。特別教室（新館）が完成。
- 1956年（昭和31年）8月 - 旧・山口県立岩国土木出張所庁舎跡地に特別教室（別館）を増設。
- 1958年（昭和33年）4月1日 - 第一分校を定時制中心校に統合。
- 1960年（昭和35年）3月 - 特別教室（新館）を増築。
- 1962年（昭和37年）4月1日 - 第二分校を「東分校」と改称。
- 1963年（昭和38年）4月 - 理科室が完成。
- 1964年（昭和39年）3月 - 商業実践室が完成。
- 1965年（昭和40年）3月31日 - 東分校の家政科を廃止。
- 1969年（昭和44年）3月 - 屋内運動場（体育館）が完成。
- 1970年（昭和45年）4月1日 - 経理科を設置。
- 1974年（昭和49年）3月31日 - 定時制中心校の商業科を廃止。
- 1975年（昭和50年）
  - 3月 - 岩国市平田五丁目に新校舎（騒音防止対策校舎）第一期工事としてホームルーム棟が完成。
  - 9月 - 新校舎で1年生の授業を開始。
- 1976年（昭和51年）
  - 3月 - 旧校舎の解体を完了。新校舎管理棟・格技場・給食棟・部室等が完成。
  - 4月 - 全学年が新校舎へ移転完了。旧校舎校門を新校舎に移設。旧校舎は山口県立岩陽高等学校が使用。　　　
  - 6月 - 吹奏楽部の部室が完成。
- 1977年（昭和52年）
  - 2月 - 屋内運動場（体育館）・部室が完成。
  - 3月 - 野球場が完成。
  - 6月 - 正門が完成。
  - 12月 - 中庭が完成。
- 1979年（昭和54年）
  - 2月 - 校訓を制定。
  - 4月1日 - 定時制中心校の募集を停止。
  - 11月 - 創立50周年記念式典を挙行。
- 1981年（昭和56年）
  - 3月 - 定時制中心校を廃止し、東分校に統合。
  - 9月 - プールが完成。
- 1982年（昭和57年）12月 - グラウンドの造成を完了。
- 1986年（昭和61年）3月 - 岩商会館（同窓会館）が完成。
- 1988年（昭和63年）4月 - 情報処理科を設置。
- 1989年（平成元年）
  - 10月 - 建学の碑を建立。
  - 12月 - 第一回プラザ岩商（販売実習）を開始。
- 1995年（平成7年）4月1日 - 東分校に単位制を導入。また昼間部を新設し、昼間・夜間の2部制とする。
- 1998年（平成10年）12月 - 進入路が完成。
- 2000年（平成12年）7月 - 山東省済南第七職業中等専門学校と友好校協定を締結。
- 2001年（平成13年）4月 - 商業科・経理科・情報処理科の募集を停止し、総合ビジネス科と国際情報科を設置。
- 2003年（平成15年）3月31日 - 商業科・経理科・情報処理科を廃止。
- 2012年（平成24年）2月 - 第一回文化祭を開始。

## 部活動
全日制課程（本校）
運動部
- 硬式野球部（男） - 春のセンバツ甲子園大会と夏の甲子園大会に出場経験がある。
  - 春（選抜高等学校野球大会）- 1回（2013年〈第85回〉）
  - 夏（全国高等学校野球選手権大会）- 4回（1968年〈第50回〉・1980年〈第62回〉・1986年〈第68回〉・2013年〈第95回〉）

- ハンドボール部（女）
- ソフトテニス部
- 陸上競技部
- 卓球部（女）
- バレーボール部（女）
- バスケットボール部（女）
- 水泳部

文化部
- ワープロ部
- 新聞文芸部
- 簿記・計算部
- 吹奏楽部
- 情報処理部
- 茶道部
- 商業研究部
- 芸術部（美術・書道）
- 英会話部

定時制課程（東分校）
運動部
- ソフトテニス部
- バスケットボール部
- 卓球部
- バドミントン部
- 柔道部
- 剣道部
- 陸上競技部

文化部
- 総合研究部
- 総合文化部

## 著名な出身者
- 岩瀬成子 - 児童文学作家
- 中本富士雄 - 元プロ野球選手
- 三輪梓乃 - 女子競輪選手
- 山崎清 - 元プロ野球選手
- 原田侑子 - シンガーソングライター
- 村上文敏 - 元社会人野球選手・監督、城西大学硬式野球部監督

## 交通
本校
- 最寄りのバス停 - 岩国市営バス 「老人福祉センター」バス停
- 最寄りの鉄道駅 - JR西日本 山陽本線「南岩国駅」
- 最寄りの道路 - 山口県道118号南岩国尾津線

東分校
- 最寄りのバス停 - 岩国市営バス 「恵比須神社」バス停
- 最寄りの鉄道駅 - JR西日本 山陽本線・岩徳線「岩国駅」
- 最寄りの道路 - 国道188号

## 周辺
本校
- 国立病院機構岩国医療センター
- 岩国短期大学
- 高水高等学校

東分校
- 帝人岩国工場
- 岩国元町郵便局
- 岩国市立東小中学校
- 岩国東幼稚園